# Semiothisa sinuata
Semiothisa sinuata är en fjärilsart som beskrevs av Alpheus Spring Packard 1874. Semiothisa sinuata ingår i släktet Semiothisa och familjen mätare. Inga underarter finns listade i Catalogue of Life.